# Roland Bonaparte
Roland Bonaparte (Roland Napoleon; 19. května 1858 Paříž – 14. dubna 1924 Paříž) byl francouzský princ a od roku 1910 prezident zeměpisné společnosti Société de Géographie. Z otcovy strany byl vnukem Luciena Bonaparta, mladšího bratra Napoleona Bonaparta.

## Život
Bonaparte se narodil 19. května 1858 v Paříži jako syn Pierra Napoléona Bonaparta a Eleonory-Justiny Ruflinové.

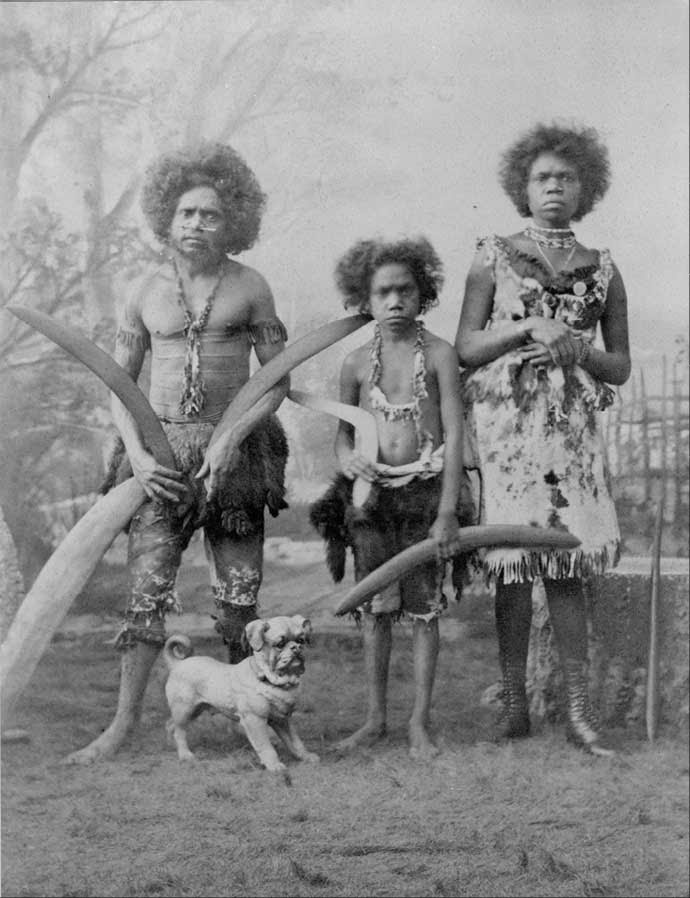
Tři domorodí Australané z roku 1885 v Paříži focení Bonapartem.

18. listopadu 1880 se jako dvaadvacetiletý v Paříži oženil s o rok mladší Marie-Félix Blanc, dcerou francouzského podnikatele Françoise Blanca. Manželé spolu měli jednu dceru Marii.
V roce 1884 se Bonaparte účastnil vědecké výpravy, která fotografovala a anatomicky měřila Sámské obyvatele severního Norska. Následující rok fotografoval domorodé Australany přivezené do Evropy a USA, aby je studovali antropologové a vystavovali je široké veřejnosti.

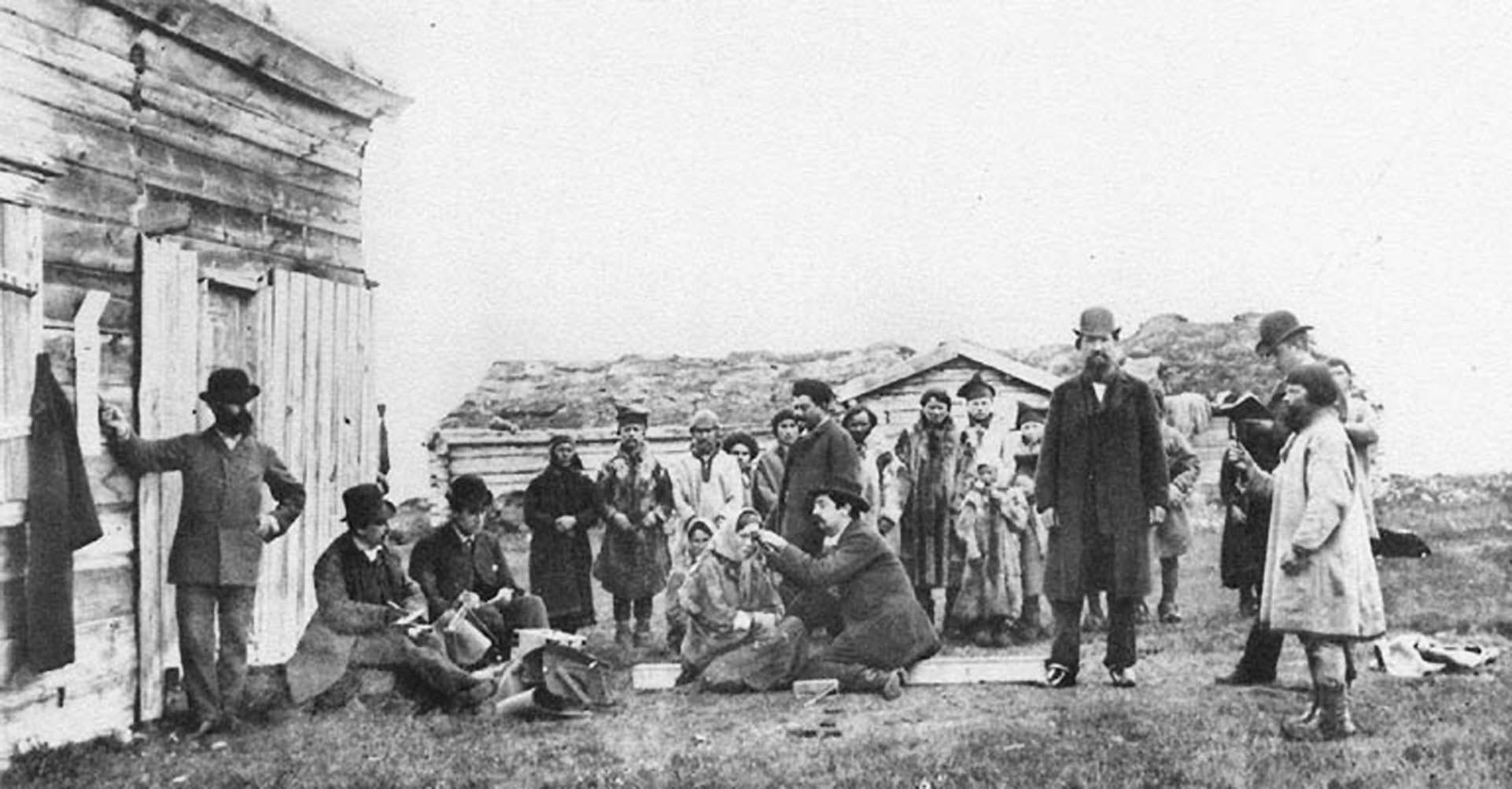
Bonaparte uprostřed měří hlavu Sámské ženy.

V letech 1921 a 1923 byl Roland prezidentem Société astronomique de France, francouzské astronomické společnosti.
Po smrti svého bratrance Napoléona Charlese v roce 1899 se po něm Roland stal 6. knížetem z Canina a Musignana, titul však nikdy nepřevzal. Smrtí Rolanda Bonaparta 14. dubna 1924 vymřela mužská linie potomků Luciena Bonaparta.

## Odkaz
Po Rolandovi Bonaparte pojmenoval polárník Jean-Baptiste Charcot bod Bonaparte na Antarktidě. V horách nad Sámským pobřežím / norskou vesnicí Kvalsund je také malé jezero, které se po jeho výše zmíněné návštěvě regionu nazývá Bonapartesjøen - jezero Bonaparte.